# Me Against the World
Me Against the World er det tredje studiealbum af den amerikanske hip hop kunstner Tupac Shakur. Det blev udgivet den 14. marts 1995 af Interscope Records. Albummet bestod af ubrugte numre fra Thug Life æra, og fra andre studio sessioner fra 1993 til 1994.
Me Against the World blev udgivet mens Shakur sad i fængsel, men foretog en hurtig virkning på hitlisterne, og debuterede som nummer et på Billboard 200 listen. Albummet betragtes som et af de største og mest indflydelsesrige hip hop album, og vandt prisen som det bedste rapalbum i 1996 til Soul Train Music Awards.

## Baggrund
I 1993, havde Tupac Shakur allerede succes i hip hop branchen, med to guld-certificerede singler, der nåede top tyve på pop hitlisterne ("I Get Around", "Keep Ya Head Up"), og et platin sælgende album, der toppede lige inden for Top 25 på Billboard 200 (Strictly 4 My N.I.G.G.A.Z.). Men den 22-årige kunstner havde en række hændelser og anklager for at bryde loven. I sommeren 1993 blev Shakur sigtet for overfald på instruktøren Allen Hughes mens han lavede filmen Menace II Society; Shakur blev senere dømt femten dages fængsel. Senere, i oktober 1993, blev Shakur sigtet for at have skudt mod to politifolk ude for tjenesten i Atlanta. I november 1993, blev Shakur og to fra hans omgangskreds anklaget for seksuelt overgreb på en kvindelig fan, hvor de blev fundet skyldige og dømt til 4,5 års fængsel. Ifølge Shakur, blev albummet lavet for at vise det hip hop publikum sin respekt for den kunstform. Lyrisk, havde Shakur bevidst forsøgt at gøre albummet mere personlig og reflekterende end hans tidligere album.

## Optagelse og produktion
Den musikalske produktion på albummet blev rost af flere musikanmeldere at være den bedste på nogen af Shakurs album på daværende tidspunkt. Steve "Flash" Juon fra RapReviews gav produktionen på albummet en perfekt 10 ud af 10, især roste han numre som "So Many Tears" og "Temptations". Jon Parales sagde, at produktionen havde et "fatalistisk ro, i en kommerciel form". Han sammenlignede albummets produktion og syntetiserede til at Dr. Dres G-funk stil og erklærede, "mens 2Pac ikke synger, gør andre stemmer, der giver jævn melodi". James Bernard fra Entertainment Weekly var dog ikke så begejstret for albummets produktion, han bemærked at Shakurs "vokal ligger begravet dybt i mixet. Det er en skam, at der ikke var mere i-dit-ansigt beats". Albummets indspilninger fandt sted i ti forskellige studier, og blev masteret af Bernie Grundman. Selvom albummet oprindeligt blev udgivet af Interscope Records, ejes albummet nu af Amaru Entertainment, som ejes af Shakurs mor Afeni Shakur, og albummet er siden blevet udgivet yderligere to gange.

## Komposition
Det var ligesom en blues rekord. Det var down-home. Det var al min frygt, alle de ting, jeg kunne bare ikke sove om. Alle troede, at jeg levede så godt og gjorde det så godt, at jeg ønskede at forklare det. Og det tog et helt album for at få det hele ud. Jeg kommer til at fortælle mine inderste, dybeste hemmeligheder og mine egne personlige problemer.

 — —Tupac Shakur
Nogle af albummets hovedtemaer vedrører tab af uskyld, paranoia og selvhad. Dog var det ikke alt af musikken der omhandler så dystre emne. Nogle numre, som "Old School" hælder mere til den nostalgiske, men noget bittersød side i Shakur, et minde om sin ungdom. Albummet er også kendt for de mere følsomme numre, som "Dear Mama" og "Can U Get Away". På "Dear Mama" udtrykker Shakur sin kærlighed til sin egen mor. På nummeret "Can U Get Away", forsøger Shakur at imponere Lisa Lopes. Tre af de mere hårde numre er "If I Die 2Nite", "Lord Knows" og "Fuck The World".

## Singler
"Dear Mama" blev udgivet som albummets første single i februar 1995, sammen med nummeret "Old School" på B-sidee. "Dear Mama" blev albummets mest succesfulde single, der toppede Hot Rap singlehitlisten, og toppede desuden en niende plads på Billboard Hot 100 listen. Singlen blev certificeret med platin i juli 1995, og endte på #51 pladsen i slutningen af 1995.
Den anden single, "So Many Tears" blev udgivet i juni, fire måneder efter den første single blev udgivet. Singlen lå som nummer seks på Hot Rap singlehitlisten, og som nummer 44 på Billboard Hot 100.
"Temptations", blev udgivet i august, og var den tredje og sidste single fra albummet. Singlen klarede sig også godt på hitlisterne, #68 på Billboard Hot 100, #35 på Hot R&B/Hip-Hop Songs og #13 på Hot Rap singlehitlisten.

## Modtagelse

### Kommerciel præstation
Albummet debuterede som nummer et sted på Billboard 200 listen, med salg af over 240.000 solgte eksemplarer i den første uge, og blev certificeret dobbelt platin ved udgangen af året.

## Trackliste
1. . "Intro"
2. . "If I Die 2Nite"
3. . "Me Against the World"
4. . "So Many Tears"
5. . "Temptations"
6. . "Young Niggaz"
7. . "Heavy in the Game"
8. . "Lord Knows"
9. . "Dear Mama"
10. . "It Ain't Easy"
11. . "Can U Get Away"
12. . "Old School"
13. . "Fuck the World"
14. . "Death Around the Corner"
15. . "Outlaw"